# Кючюксу (дворец)
Кючюксу или Гёксу (тур. Küçüksu) — вилла султана Абдул-Меджида на азиатском берегу Босфора в Бейкозе, между Анатолийской крепостью и мостом султана Мехмеда. Это яркий памятник османского барокко — стиля, который практиковали армянские зодчие Бальяны.

## История
Миниатюрный дворец, построенный в 1857 году и в 1944 году превращённый в музей, заменил собой деревянное жилище визиря Махмуда I. Его оформление причудливо сочетает в себе традиционные турецкие мотивы с европейскими диковинками. За убранство помещений отвечали мастера бозара, строившие Венскую оперу.
В отличие от других дворцов султана, вилла отделена от города не высокой стеной, а ажурной решёткой в европейском стиле. Парк в своё время украшали садовые павильоны, большей частью утраченные.

## Убранство
Двухэтажный дворец имеет роскошные лестницы, салон, угловые залы, кухню и помещения для прислуги. Помещения украшали картины Айвазовского, люстры из богемского хрусталя и персидские ковры. Спальня была не предусмотрена.